# Hjarnø
Hjarnø est une île du Danemark situé l'est du Jutland. 